# Rychlost
Rychlost je charakteristika pohybu, která určuje, jakým způsobem se mění poloha tělesa (hmotného bodu) v čase.
Obecněji se rychlost používá pro označení časové změny jakékoliv veličiny (např. rychlost chemické reakce, rychlost společenských změn apod.). Pokud není uvedeno jinak, bude dále pojednáváno o rychlosti charakterizující časovou změnu polohy při mechanickém pohybu. 
Rychlost je vektorová fyzikální veličina, neboť je dána velikostí (v určitých jednotkách) a směrem.
Pokud dva běžci závodí na stejné trati, pak se pohybují po stejné trajektorii a po skončení závodu mají za sebou také stejnou dráhu. Pokud však jeden ze závodníků doběhne do cíle dříve, nebudou pohyby obou závodníků stejné. Závodníci urazí tedy danou dráhu v rozdílném čase. Veličina charakterizující jejich pohyb je okamžitá rychlost, případně průměrná rychlost.
Časová změna rychlosti se nazývá zrychlení, záporné zrychlení se nazývá zpomalení; obě veličiny vyjadřuji změnu resp. přírůstek či úbytek okamžité rychlosti v nekonečně krátkém čase (jedná se o druhou derivaci dráhy podle času).

## Značení
- Značka: {\displaystyle \mathbf {v} }, popř. {\displaystyle v} pro velikost rychlosti (z anglického velocity)

## Jednotky
- Hlavní jednotka SI: metr za sekundu, m·s−1 , m/s.
- Další používané jednotky: V běžné praxi (rychlost dopravních prostředků, větru apod.) se používá kilometr za hodinu, km/hod., km·h−1 (1 m·s−1 = 3,6 km·h−1), v (některých) anglicky mluvících zemích je namísto něho běžná míle za hodinu
- V námořní praxi a v letectví se užívá jednotka uzel (anglicky „knot“, zkratka „kn“ nebo „kt“), což je námořní míle za hodinu
- Vzhledem k vysokým rychlostem astronomických objektů se v astronomii někdy používá tisícinásobek hlavní jednotky SI: kilometr za sekundu. km/s.

## Průměrná rychlost
Od okamžité rychlosti se průměrná rychlost liší tak, že je definována jako celková vzdálenost uražená za určitý čas. Např. pokud je vzdálenost 80 kilometrů ujetá za 1 hodinu, pak je průměrná rychlost 80 kilometrů za hodinu. Podobně, pokud je 320 kilometrů ujeto za 4 hodiny, je průměrná rychlost opět 80 kilometrů za hodinu. Pokud je vzdálenost v kilometrech (km) vydělena časem v hodinách (h), výsledkem jsou kilometry za hodinu (km/h). Průměrná rychlost nepopisuje změny rychlosti, které mohly nastat v kratších časových intervalech (protože průměrná rychlost je celková vzdálenost dělená celkovým časem cesty). Takže průměrná rychlost se značně liší od okamžité rychlosti. Průměrná rychlost se vypočítá:
{\displaystyle \mathbf {v} ={\mathbf {s}  \over t}},
nebo exaktněji
{\displaystyle \mathbf {v_{p}} ={\frac {\mathbf {r} \left(t_{1}\right)-\mathbf {r} \left(t_{2}\right)}{t_{1}-t_{2}}}}.

## Okamžitá rychlost
Okamžitá rychlost je rychlost v daném časovém okamžiku. Jelikož je časový okamžik nekonečně krátký, vypočte se okamžitá rychlost jako první derivace dráhy podle času, tedy limitním přechodem od průměrné rychlosti:
{\displaystyle \mathbf {v} =\lim _{t_{1}\to t_{2}}{\frac {\mathbf {r} \left(t_{1}\right)-\mathbf {r} \left(t_{2}\right)}{t_{1}-t_{2}}}={\frac {\mathrm {d} \mathbf {r} (t)}{\mathrm {d} t}}={\mathrm {d} \mathbf {s}  \over \mathrm {d} t}}.

## Rychlost při pohybu po kružnici
Při pohybu po kružnici se k vyjádření rychlosti používají dvě různé veličiny – obvodová rychlost a úhlová rychlost, které se odlišují rozměrem i jednotkami.

### Vztah mezi obvodovou a úhlovou rychlosti
Mezi obvodovou a úhlovou rychlostí platí vztah
v = ω · r,
kde ω je úhlová rychlost, r je poloměr kružnice. Ve vektorovém vyjádření:
{\displaystyle \mathbf {v} =\mathbf {\omega } \times \mathbf {r} }
Tento vztah je speciálním případem vektorového vyjádření úhlové rychlosti.

## Relativistická rychlost
Při určování rychlosti v relativistické mechanice se postupuje podobně jako u klasické (nerelativistické) rychlosti.
Pro hmotný bod, který se pohybuje prostorem, lze rychlost ve vztažné soustavě S vyjádřit složkami
{\displaystyle v_{x}={\frac {\mathrm {d} x}{\mathrm {d} t}}}
{\displaystyle v_{y}={\frac {\mathrm {d} y}{\mathrm {d} t}}}
{\displaystyle v_{z}={\frac {\mathrm {d} z}{\mathrm {d} t}}}
Ve vztažné soustavě S'  budou složky rychlosti {\displaystyle \mathbf {v} ^{\prime }} tohoto hmotného bodu vůči soustavě S'  mít následující složky
{\displaystyle v_{x}^{\prime }={\frac {\mathrm {d} x^{\prime }}{\mathrm {d} t^{\prime }}}}
{\displaystyle v_{y}^{\prime }={\frac {\mathrm {d} y^{\prime }}{\mathrm {d} t^{\prime }}}}
{\displaystyle v_{z}^{\prime }={\frac {\mathrm {d} z^{\prime }}{\mathrm {d} t^{\prime }}}}
Toto vyjádření je stejné jako v klasické mechanice. Rozdíl však spočívá v tom, že jednotlivé souřadnice (prostorové i časové) se v teorii relativity transformují odlišně než v klasické fyzice.
Předpokládejme, že soustava S'  se vůči soustavě S pohybuje konstantní rychlostí {\displaystyle w}, Přičemž pohyb probíhá podél os x, x' , které vzájemně splývají.
Složky rychlosti {\displaystyle \mathbf {v} ^{\prime }} lze vyjádřit prostřednictvím speciální Lorentzovy transformace. Jejich diferencováním dostaneme
{\displaystyle \mathrm {d} x^{\prime }={\frac {\mathrm {d} x-w\mathrm {d} t}{\sqrt {1-{\frac {w^{2}}{c^{2}}}}}}}
{\displaystyle \mathrm {d} y^{\prime }=\mathrm {d} y}
{\displaystyle \mathrm {d} z^{\prime }=\mathrm {d} z}
{\displaystyle \mathrm {d} t^{\prime }={\frac {\mathrm {d} t-{\frac {w}{c^{2}}}\mathrm {d} x}{\sqrt {1-{\frac {w^{2}}{c^{2}}}}}}}
Dosazením dostaneme transformační vztahy pro složky relativistické rychlosti
{\displaystyle v_{x}^{\prime }={\frac {v_{x}-w}{1-{\frac {wv_{x}}{c^{2}}}}}}
{\displaystyle v_{y}^{\prime }=v_{y}{\frac {\sqrt {1-{\frac {w^{2}}{c^{2}}}}}{1-{\frac {wv_{x}}{c^{2}}}}}}
{\displaystyle v_{z}^{\prime }=v_{z}{\frac {\sqrt {1-{\frac {w^{2}}{c^{2}}}}}{1-{\frac {wv_{x}}{c^{2}}}}}}
Tyto vztahy představují relativistickou transformaci rychlosti.
Pro malá {\displaystyle w} ve srovnání s rychlostí světla {\displaystyle c}, tzn. {\displaystyle {\frac {w}{c}}\to 0}, přechází tyto vztahy ve vztahy pro klasickou (nerelativistickou) transformaci rychlosti
{\displaystyle v_{x}^{\prime }=v_{x}-w}
{\displaystyle v_{y}^{\prime }=v_{y}}
{\displaystyle v_{z}^{\prime }=v_{z}}
Vyjádření rychlosti v soustavě S prostřednictvím složek rychlosti v soustavě S'  získáme záměnou čárkovaných a nečárkovaných veličin a záměnou znaménka u rychlosti {\displaystyle w}, tzn.
{\displaystyle v_{x}={\frac {v_{x}^{\prime }+w}{1+{\frac {wv_{x}^{\prime }}{c^{2}}}}}}
{\displaystyle v_{y}=v_{y}^{\prime }{\frac {\sqrt {1-{\frac {w^{2}}{c^{2}}}}}{1+{\frac {wv_{x}^{\prime }}{c^{2}}}}}}
{\displaystyle v_{z}=v_{z}^{\prime }{\frac {\sqrt {1-{\frac {w^{2}}{c^{2}}}}}{1+{\frac {wv_{x}^{\prime }}{c^{2}}}}}}
Jedním z důsledků uvedených transformačních vztahů je skutečnost, že rychlost světelného paprsku bude ve všech inerciálních vztažných soustavách stejná, což odpovídá druhému postulátu speciální teorie relativity. Máme-li totiž v soustavě S světelný paprsek pohybující se rychlostí světla {\displaystyle c} ve směru osy x, tzn. {\displaystyle v_{x}=c}, dostaneme pro rychlost stejného paprsku v soustavě S' 
{\displaystyle v_{x}^{\prime }={\frac {c-w}{1-{\frac {wc}{c^{2}}}}}=c}
Dalším z důsledků těchto transformačních vztahů je také skutečnost, že pokud je rychlost v menší než rychlost světla {\displaystyle c}, bude menší než rychlost světla ve všech inerciálních vztažných soustavách. Např. pokud se v soustavě S'  pohybuje hmotný bod rychlostí {\displaystyle v_{x}^{\prime }=0{,}9c} ve směru osy x a samotná soustava S'  se pohybuje vzhledem k soustavě S rychlostí {\displaystyle w=0{,}8c} ve stejném směru, byla by podle klasické mechaniky rychlost pohybu hmotného bodu v soustavě S rovna {\displaystyle v_{x}=1{,}7c}, což je rychlost vyšší než rychlost světla {\displaystyle c}. Relativistická mechanika však dojde k hodnotě {\displaystyle v_{x}={\frac {0{,}9c+0{,}8c}{1+{\frac {(0{,}8c)(0{,}9c)}{c^{2}}}}}=0{,}988\,4c<c}.
Rychlost {\displaystyle w} vzhledem k rychlosti světla {\displaystyle c} se označuje za podsvětelnou, je-li {\displaystyle w<c}, světelnou (rychlost světla), je-li {\displaystyle w=c}, nebo nadsvětelnou při {\displaystyle w>c}.

## Rozdíl mezispeedavelocityv angličtině
V angličtině se někdy nesprávně zaměňují slova speed a velocity – speed je skalární veličina, zatímco velocity je veličina vektorová, tj. speed uvádí pouze rychlost, zatímco velocity i směr, kterým se těleso pohybuje.